# Даничі
Да́ничі — село в Україні, у Ріпкинській селищній громаді Чернігівського району Чернігівської області.
Населення станом на 2017 рік становить близько 550 мешканців.
Територія — 1710 тис. м².  До 2020 Даницькій сільській раді були підпорядковані села Мутичів, Присторонь. Річка Дороганка

## Історія
Поселення виникло у XIII-XIV століттях. У XIV-XVI століттях — у складі Великого князівства Литовського. З 1569 року — у складі Речі Посполитої (в межах Любецького староства). Родова маєтність одного з найдавніших родів любецької шляхти Даничів (Danicowie). Згадується у писемних джерелах у 1571 році. Також згадується (як Danice) разом з Ріпками (Rzepki) у королівській ревізії 1636 року.
Після початку повстання під проводом Богдана Хмельницького у 1648 році — під владою Війська Запорозького. Після 1649 року входить до складу Роїської сотні Чернігівського полку Гетьманщини. Після ліквідації Гетьманщини у 1764 році — у складі Малоросійської губернії Російської імперії, утвореної з 10 полків, успадкованих від Гетьманщини. Після скасування полково-сотенного устрою у 1781 році увійшло до складу Чернігівського намісництва — адміністративно-територіальної одиниці в Російській імперії в 1781—1796 роках. У 1796—1802 роках — у складі Малоросійської губернії Російської імперії, утвореної з Новгород-Сіверського, Чернігівського та Київського намісництв.
У 1802—1836 роках (після розподілу Малоросійської губернії на Чернігівську та Полтавську губернії) — у складі Чернігівської губернії Малоросійського генерал-губернаторства Російської імперії. З 1836 року — у складі Чернігівського генерал-губернаторства Російської імперії до його ліквідації у 1856 році. У 1856—1917 роках — у складі Чернігівської губернії Російської імперії. Впродовж 19-го століття — на початку 20-го століття належало до Ріпицької волості Городнянського повіту. У 1885 році населення становило 553 особи, налічувало у своєму складі 109 дворів.
У 1917—1918 — у складі Української Народної Республіки. Після встановлення на Чернігівщині на початку 1919 року контролю Червної армії та проголошення 10 березня 1919 року Української РСР — у складі Чернігівської губернії Української РСР. Після ліквідації у 1925 році Чернігівської губернії — у складі Чернігівського округу Української РСР. У 1932—1991 роках — у складі Чернігівської області Української РСР. З 28 серпня 1941 по 26 вересня 1943 року — під німецькою окупацією. З 1991 року — у складі Чернігівської області України.
12 червня 2020 року, відповідно до розпорядження Кабінету Міністрів України № 730-р «Про визначення адміністративних центрів та затвердження територій територіальних громад Чернігівської області», увійшло до складу Ріпкинської селищної громади.
19 липня 2020 року, в результаті адміністративно - територіальної реформи та ліквідації Ріпкинського району, село увійшло до складу Чернігівського району Чернігівської області.

## Населення

### Мова
Розподіл населення за рідною мовою за даними перепису 2001 року:
| Мова       | Кількість | Відсоток |
| ---------- | --------- | -------- |
| українська | 332       | 95.95%   |
| російська  | 14        | 4.05%    |
| Усього     | 346       | 100%     |

## Визначні пам'ятки

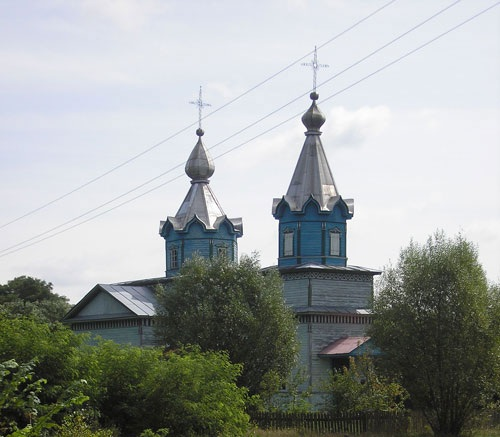
Михайлівська церква, Даничі

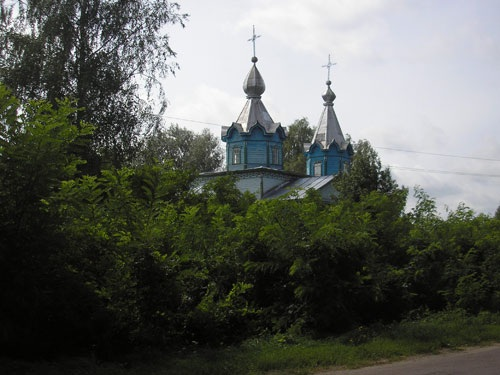
Михайлівська церква, Даничі

Михайлівська церква в Даничах побудована в кінці XIX століття. Храм є зразком так званої єпархіальної архітектури — це дерев'яний, хрещатий у плані, п'ятидільний, з гранчастою апсидою і дзвіницею з боку західного фасаду храм. Центральну дільницю вінчає восьмерик із наметовим верхом і маківкою. Будівля прикрашена кокошниками, набірним фризом. Церква є однією з небагатьох високохудожніх дерев'яних культових споруд періоду історизму на Чернігівщині.